# Juanitas
Juanitas é o nome dado no México a um fenômeno político no qual os partidos ou associações políticas nomeavam candidatas a postos públicos de eleição popular com o objetivo oculto de fazer que essa candidata posteriormente seja substituída por um suplente (homem) indicado pelo mesmo partido. Desta forma, não se viola a lei da quota de gênero que marca o regulamento eleitoral do México. O conceito chamou a atenção e foi notado por ocasião do alto número de casos de renúncias em série ocorridas na política mexicana no ano de 2009.

## Antecedentes
O Congresso da União é o órgão máximo do poder legislativo no México. Consta de 128 senadores na câmara alta e 500 deputados na câmara baixa. Destes, 300 deputados se elegem por maioria relativa e 200 são nominados por representação proporcional.
A primeira quota de gênero para as eleições a este congresso foi adotada no México como uma mera sugestão para os partidos políticos em 1997, o qual obteve como resultado um aumento de 12 para 14% no número de deputados de gênero feminino e de 4 para 12% em senadoras da LVII Legislatura. A quota tornou-se obrigatória em 2003 e introduziram-se sanções aos partidos por desrespeitá-la. A quota para candidatos do mesmo sexo fixou-se em 70%. Assim, a proporção feminina aumentou em quase 23% na câmara baixa e em quase 16% no senado da LIX Legislatura. Em 2006, uma nova mudança de legislação manifestava que as solicitações de registro de candidaturas a ambas câmaras do Congresso apresentadas por partidos ante o Instituto Federal Eleitoral, teriam de se integrar com pelo menos 40% de candidatos de um mesmo gênero, tentando chegar à paridade, exceto candidaturas de maioria relativa decididas por votação da cada partido. Isto aumentou em pouco mais de 17% a proporção feminina no senado da LX Legislatura.
Enquanto nas eleições do DF no 2009, ocorreu um enorme escândalo quando se soube que Rafael Deita Anjos, apelidado Juanito e candidato pelo Partido do Trabalho (PT), prometeu renunciar a favor de Clara Brugada em caso de ganhar as eleições ao posto de chefe delegacional de Iztapalapa.

## Renúncias da LXI Legislatura

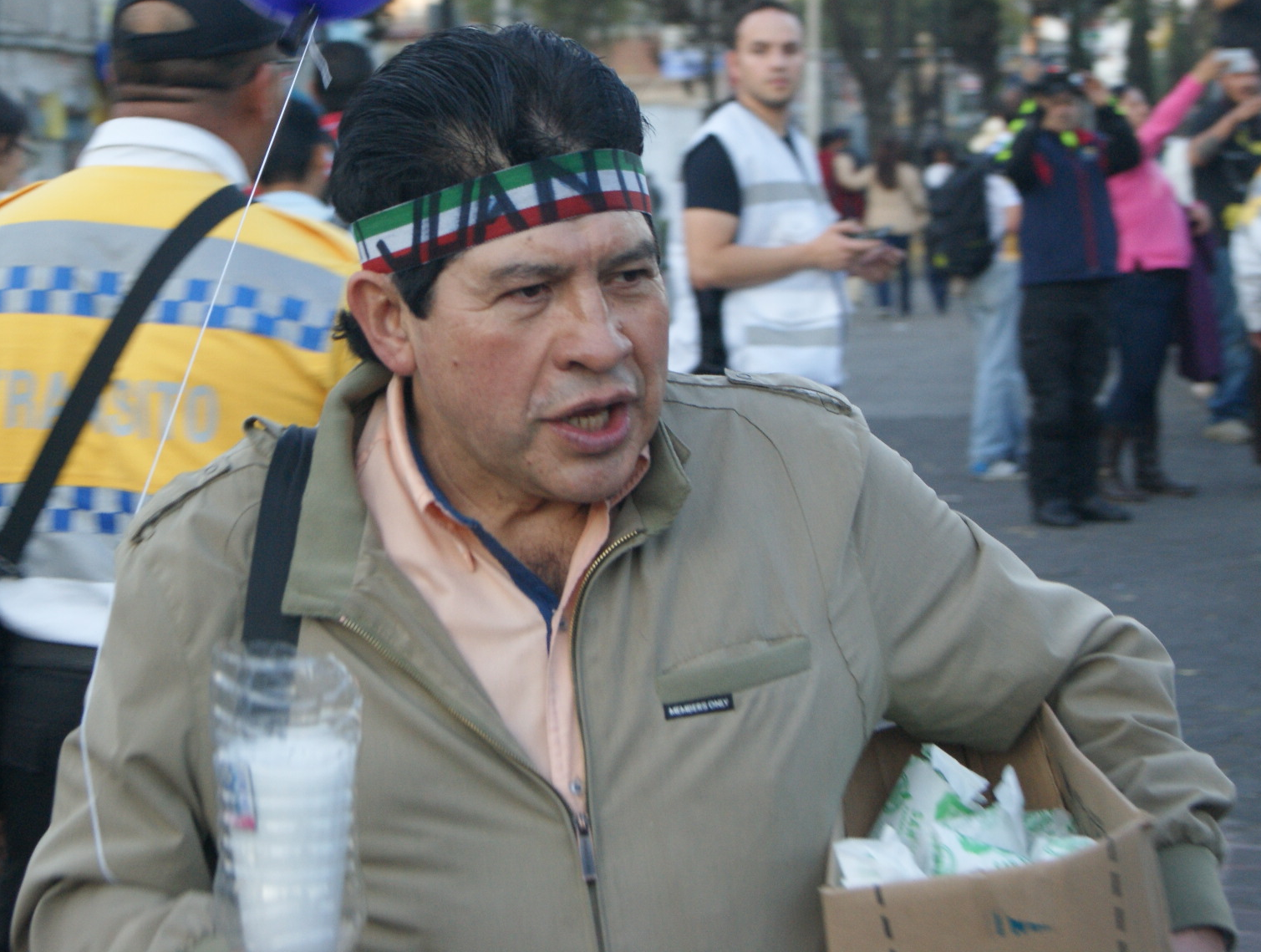
Rafael Deita "Juanito", de quem a imprensa tomou o apelido para dar nome ao caso das Juanitas.

Na primeira sessão da LXI Legislatura do Congresso da União do México, em 3 de setembro de 2009, deu-se uma série de solicitação de licenças para abandonar o cargo por parte de dez deputados eleitos, em favor de seus suplentes (os suplentes se nominam ao iniciar a campanha eleitoral dos candidatos). Destas dez solicitações, oito eram de mulheres. Invariavelmente, os suplentes eram de gênero masculino, exceto os dos dois deputados homens, cujos suplentes designados eram mulheres. Em nenhum caso, apresentou-se explicação para solicitar licença.
Vários dos suplentes eram líderes sociais, membros da iniciativa privada e ex-trabalhadores de meios de comunicação, o qual levantou suspeitas.
Observou-se que o fenômeno era similar ao do caso Deita-Brugada, pelo qual o apelido Juanito de Deita foi usado para às deputadas que renunciaram.
Ante a pressão pública e dentro do Congresso para denegar as solicitações de licença, várias das deputadas em questão recorreram a não assistir às sessões da legislatura; deste modo e de acordo ao regulamento para o governo interior do Congresso da União, o presidente da Câmara chamaria ao suplente, unicamente informando à assembleia.
A revelação foi grande suficiente para obrigar ao Tribunal Eleitoral da Federação a adotar a medida de homologar o sexo dos futuros candidatos a cargo público de eleição popular com o de seus suplentes.

## Lista dasJuanitasoriginais e suas suplentes
| Circunscrição | Deputada "Juanita"            | Suplente                           | Partido |
| ------------- | ----------------------------- | ---------------------------------- | ------- |
| Primeira      | María Guadalupe Silerio Núñez | Marcos Carlos Cruz Martínez        |         |
| Primeira      | Anel Patricia Nava Pérez      | Primitivo Rios Vázquez             |         |
| Primeira      | Laura Elena Ledesma Romo      | Maximino Alejandro Fernández Ávila |         |
| Segunda       | Sara Gabriela Montiel Solís   | Enrique Salomón Rosas              |         |
| Segunda       | Yulma Rocha Aguilar           | Guillermo Ruiz de Teresa           |         |
| Segunda       | Hilda Esthela Flores Escada   | Noé Fernando Garza Flores          |         |
| Segunda       | Mariana Ivette Ezeta Salcedo  | Carlos Alberto Ezeta Salcedo       |         |
| Segunda       | Kattia Garza Romo             | Guillermo Gruta Sada               |         |
| Terça         | Ana María Vermelhas Ruiz      | Julián Nazar Morais                |         |
| Terça         | Olga Luz Espinosa Morais      | Carlos Esquinca Cansino            |         |
| Quinta        | Carolina García Canhão        | Alejandro do Mazo Maza             |         |

## Veja-se também
- Gênero (ciências sociais)
- Paridade de gênero
- Igualdade de gênero
- Feminismo individualista